# Szwedzka Formuła 3 Sezon 1983
1983 – dwudziesty sezon Szwedzkiej Formuły 3.
Mistrzostwa były rozgrywane pod nazwą Formuła Super. Były to łączone mistrzostwa Formuły 3, Formuły Vee i Formuły Ford 2000.

## Kalendarz wyścigów
| Runda | Data        | Tor        | Pole position  | Najszybsze okrążenie | Zwycięzca (kierowcy) | Zwycięzca (zespoły)            |
| ----- | ----------- | ---------- | -------------- | -------------------- | -------------------- | ------------------------------ |
| 1     | 5 czerwca   | Kågeröd    | Leo Andersson  | Leo Andersson        | Leo Andersson        | Sonett Liftar                  |
| 2     | 12 czerwca  | Linköping  | Leo Andersson  | ?                    | Leo Andersson        | Sonett Liftar                  |
| 3     | 18 czerwca  | Anderstorp | Leo Andersson  | Leo Andersson        | Leo Andersson        | Sonett Liftar                  |
| 4     | 8 lipca     | Falkenberg | Håkan Olausson | Leo Andersson        | Leo Andersson        | Sonett Liftar                  |
| 5     | 20 sierpnia | Karlskoga  | Mats Karlsson  | Mats Karlsson        | Håkan Olausson       | Radio Zoon                     |
| 6     | 4 września  | Karlskoga  | Hasse Thaung   | ?                    | Hasse Thaung         | Caratom Biltillbehör F3 Racing |

## Klasyfikacja kierowców
| Legenda oznaczeń w tabelach wyników Wyświetl szablon na nowej stronie | Legenda oznaczeń w tabelach wyników Wyświetl szablon na nowej stronie                                                                     |
| Oznaczenie                                                            | Wyjaśnienie |
| --------------------------------------------------------------------- | --- |
| Złoty                                                                 | Zwycięzca lub mistrzostwo |
| Srebrny                                                               | 2. miejsce lub wicemistrzostwo |
| Brązowy                                                               | 3. miejsce lub II wicemistrzostwo |
| Zielony                                                               | Ukończył, punktował (w klasyfikacji generalnej, gdy zdobył co najmniej jeden punkt na przestrzeni sezonu, poza trzema powyższymi opcjami) |
| Niebieski                                                             | Ukończył, nie punktował (w klasyfikacji generalnej, gdy nie zdobył co najmniej jednego punktu na przestrzeni sezonu)                      |
| Czerwony                                                              | Nie zakwalifikował się (NZ) |
| Czerwony                                                              | Nie prekwalifikował się (NPK) |
| Różowy                                                                | Nie ukończył (NU) |
| Różowy                                                                | Niesklasyfikowany (NS) (w klasyfikacji generalnej, gdy nie został sklasyfikowany w żadnym wyścigu sezonu)                                 |
| Czarny                                                                | Zdyskwalifikowany (DK) |
| Czarny                                                                | Wykluczony (WYK/EX) |
| Biały                                                                 | Nie wystartował (NW) |
| Biały                                                                 | Kontuzjowany (K/INJ) |
| Biały                                                                 | Wyścig odwołany (OD/C) |
| Bez koloru                                                            | Został wycofany (WYC/WD) |
| Bez koloru                                                            | Nie przybył (NP/DNA) |
| Bez koloru                                                            | Nie brał udziału w treningach (NT/DNP) |
| Bez koloru                                                            | Nie został zgłoszony (–) |
| Pogrubienie                                                           | Start z pole position |
| Kursywa                                                               | Najszybsze okrążenie wyścigu |
| †                                                                     | Nie ukończył, ale jego rezultat został zaliczony ze względu na przejechanie więcej niż 90% dystansu wyścigu.                              |
| *                                                                     | Sezon w trakcie |
| 1/2/3                                                                 | Punktowana pozycja w sprincie |
| Lista systemów punktacji Formuły 1                                    | |

| Poz. | Kierowca            | Zespół                         | KNT | MNT | AND | FLK | KRL | AND | Punkty |
| ---- | ------------------- | ------------------------------ | --- | --- | --- | --- | --- | --- | ------ |
| 1    | Leo Andersson       | Sonett Liftar                  | 1   | 1   | 1   | 1   | -   | -   | 80     |
| 2    | Mats Karlsson       | Katrineholms MK                | 4   | 5   | 3   | 2   | NU  | 2   | 60     |
| 3    | Hasse Thaung        | Caratom Biltillbehör F3 Racing | 7   | 6   | 2   | NW  | 3   | 1   | 57     |
| 4    | Lars Schneider      | Schneiders MC AB               | 2   | 3   | 6   | NU  | 6   | 3   | 51     |
| 5    | Håkan Olausson      | Radio Zoon                     | 5   | 4   | 5   | NW  | 1   | NU  | 46     |
| 6    | Thorbjörn Carlsson  | Halmstads AK                   | 3   | 2   | 8   | NW  | 4   | 9   | 42     |
| 7    | Nettan Lindgren     | Flygvapnet                     | 6   | NU  | 7   | 3   | 5   | 6   | 36     |
| 8    | Johan Rajamäki      | Karlskoga MK                   | DK  | NU  | 4   | 7   | 2   | 7   | 33     |
| 9    | Johny Sigfridsson   | Ullasjö Offroad                | 8   | NU  | 9   | 5   | 8   | 4   | 26     |
| 10   | Sonny Johansson     | Mönsterås MK                   | 11  | 8   | 11  | 6   | 7   | 5   | 21     |
| 11   | Jan-Olov Tingdal    | Lektyr Racing                  | 9   | 7   | 10  | 4   | -   | NW  | 17     |
| 12   | Jorma Airaksinen    | Bisse Racing                   | -   | 9   | NW  | 8   | -   | 11  | 5      |
| 13   | Tryggve Grönvall    | Karlskoga MK                   | 10  | NU  | 12  | NW  | 9   | 10  | 4      |
| 14   | Jari Nurminen       | HuA                            | -   | -   | -   | -   | -   | 8   | 3      |
| 15   | Jan-Anders Carlsson | Termo Kyl AB                   | 13  | NW  | NU  | 9   | 14  | 13  | 2      |
| 16   | Per Bredesen        | N.A.F.                         | -   | 10  | 14  | 11  | 13  | -   | 1      |
| 17   | Jon Warmland        | Ross Racing                    | 12  | NU  | EX  | 10  | 12  | 14  | 1      |
| 18   | Åke Jansson         | Ross Racing                    | NU  | NU  | 13  | NU  | 10  | 12  | 1      |
| NS   | Anders Tenor        | Karlskoga MK                   | -   | -   | -   | 12  | 11  | -   | 0      |
| NS   | Ola Paninder        | Hyllinge MS                    | NU  | 11  | -   | -   | -   | -   | 0      |
| NS   | Anders Ulfson       | Racing Team Sweden             | -   | -   | -   | 13  | -   | -   | 0      |
| NS   | Mikael Nordlander   | Racing Team Sweden             | -   | -   | -   | 14  | -   | -   | 0      |
| NS   | Bonde Hallenmark    | Hyllinge MS                    | -   | -   | 15  | NW  | -   | -   | 0      |
| NS   | Per Arnoldsson      | Lessebo MK                     | -   | -   | -   | 15  | -   | -   | 0      |
| NS   | Bengt Asserfeldt    | Autoservice Motorsport         | -   | -   | -   | -   | 15  | -   | 0      |
| NS   | Reima Söderman      | Reima Söderman                 | -   | -   | NU  | -   | -   | -   | 0      |
| NS   | Kai Lindström       | JB-Automotive Team             | -   | -   | NU  | -   | -   | -   | 0      |
| NS   | Jan Reitan          | VW Motorsport Norge            | -   | -   | -   | NU  | -   | -   | 0      |
| NS   | Tuomo Alitalo       | 500-Kerho                      | -   | -   | NW  | -   | -   | -   | 0      |
| NS   | Dan Paninder        | Hyllinge MS                    | -   | -   | NW  | -   | -   | -   | 0      |
| NS   | Anders Krohn        | Karlskoga MK                   | -   | -   | EX  | -   | -   | -   | 0      |
| NS   | Rune Isøy           | NMK Follo                      | -   | -   | -   | -   | NW  | -   | 0      |